# Corryocactus

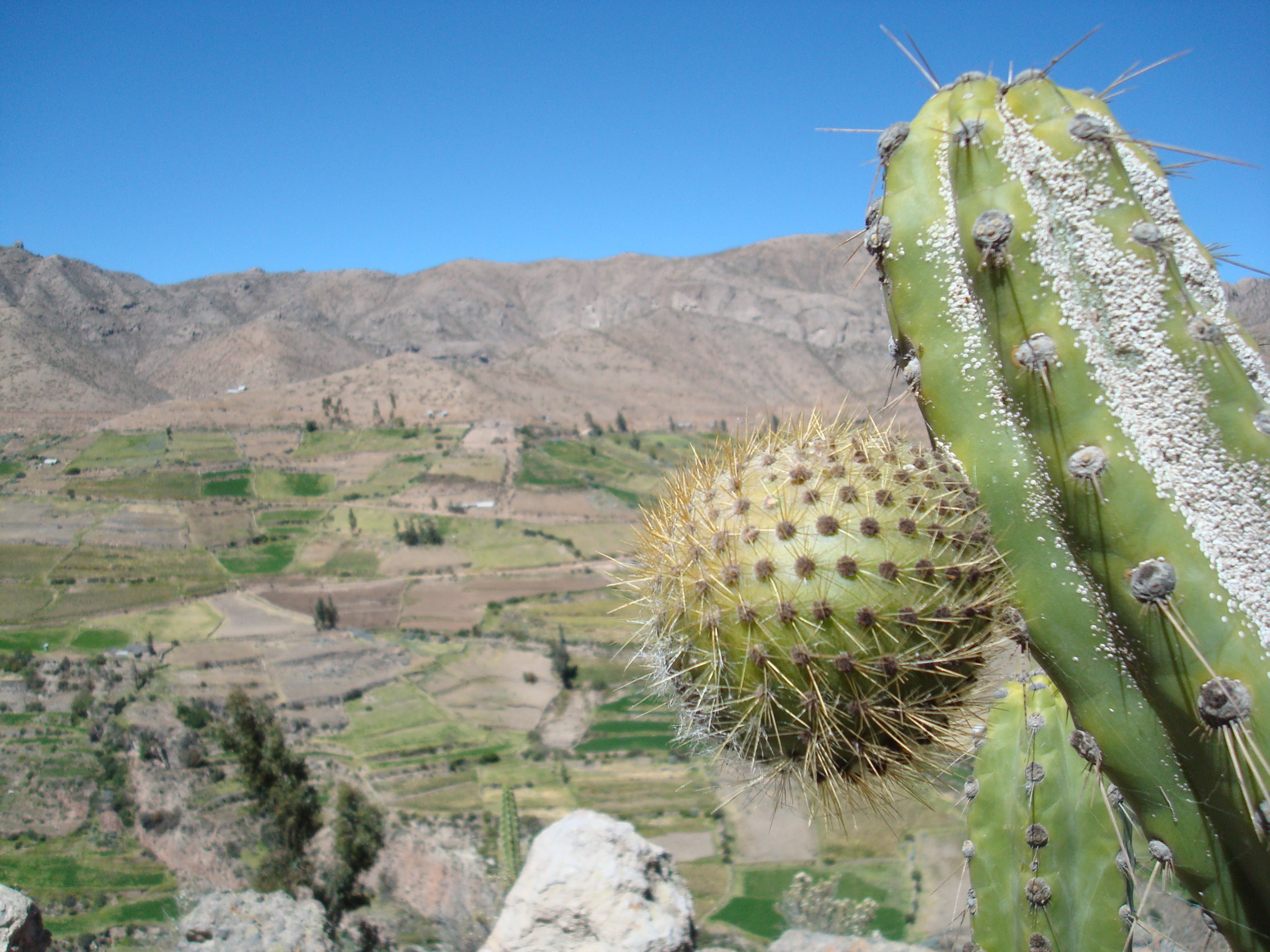
Frucht von Corryocactus brevistylus

Corryocactus ist eine Pflanzengattung aus der Familie der Kakteengewächse (Cactaceae). Ihr botanischer Name wurde ihr zu Ehren von Thomas Avery Corry (1862–1942) gegeben, der als Ingenieur des peruanischen Eisenbahnunternehmens Ferrocarril del Sur half, die Pflanzen zu entdecken: Die ersten drei bekannten Arten der Gattung wuchsen nahe der damals frisch verlegten Gleisstrecke.

## Beschreibung
Corryokakteen sind stammsukkulente, stark aus den Basen verzweigende Sträucher. Ihre Wurzeln sind faserig oder manchmal rübenförmig. Die meist 2 bis 5 cm dicken Sprosse stehen bei kleinwüchsigen Arten aufrecht, bei langtriebigen Arten liegen sie mit aufrechten Enden nieder, erklimmen Begleitvegetation oder stehen erst aufrecht und hängen dann über. Eine Art bildet mit 10 bis 15 cm dicken Sprossen aufrechte Säulen von bis zu 5 m Höhe. Die meist vier bis sechs, manchmal bis etwa zehn Rippen sind zu den Areolen geschwollen und um die Areolen gehöckert. Die Areolen sind stark bedornt. Meist sind die längeren Mitteldornen 3 bis 5 cm, manchmal bis 15 cm (vereinzelt bis 25 cm) lang.
Die einzeln aus den Areolen erscheinenden Blüten öffnen sich tagsüber. Sie haben kurze Röhren und öffnen sich weit bis zu Durchmessern von 2 bis 10 cm. Die Farbe der Blütenhüllblätter  reicht in der Gattung und manchmal auch bei einigen Arten von gelb über orange bis rot. Nach Befruchtung bilden sich bedornte, meist kugelige Früchte von 3 bis 10 cm Durchmesser, die in einem saftigen Fruchtfleisch dunkelbraune bis schwarze Samen enthalten.

## Systematik und Verbreitung
Die Gattung ist in Peru, Bolivien und Nord-Chile beheimatet. Die Pflanzen der meisten Arten wachsen auf Höhenlagen zwischen 2000 und 3000 m NN, einige wachsen auch im Flachland oder erreichen bis 4000 m NN.
Die Erstbeschreibung durch Nathaniel Lord Britton und Joseph Nelson Rose wurde 1920 veröffentlicht. Die Typusart der Gattung ist Corryocactus brevistylus. 

### Systematik nach N.Korotkova et al. (2021)
Die Gattung umfasst folgenden Arten:
- Corryocactus apiciflorus (Vaupel) Hutchison
- Corryocactus aureus (Meyen) Hutchison
- Corryocactus ayacuchoensis Rauh & Backeb.
- Corryocactus brachypetalus (Vaupel) Britton & Rose
- Corryocactus brevistylus (K.Schum. ex Vaupel) Britton & Rose
- Corryocactus chachapoyensis Ochoa & Backeb. ex D.R.Hunt
- Corryocactus dillonii A.Pauca & Quip.[3]
- Corryocactus erectus (Backeb.) F.Ritter
- Corryocactus melanotrichus (K.Schum.) Britton & Rose
- Corryocactus pulquinensis Cárdenas
- Corryocactus serpens F.Ritter
- Corryocactus squarrosus (Vaupel) Hutchison
- Corryocactus tarijensis Cárdenas

Synonyme für die Gattung sind Erdisia Britton & Rose (1920), Eulychnocactus Backeb. (1931) und Corryocereus Frič & Kreuz. (1935, nom. illeg.).

### Systematik nach E.F.Anderson/Eggli (2005)
Es werden folgende Arten unterschieden:
- Corryocactus apiciflorus (Vaupel) Hutchison
- Corryocactus aureus (Meyen) Hutchison ex Buxb.
- Corryocactus ayopayanus Cárdenas = Corryocactus melanotrichus (K.Schum.) Britton & Rose
- Corryocactus brachypetalus (Vaupel) Britton & Rose
- Corryocactus brevistylus (K.Schum.) Britton & Rose
  - Corryocactus brevistylus subsp. brevistylus
  - Corryocactus brevistylus subsp. puquiensis (Rauh & Backeb.) Ostolaza = Corryocactus brachypetalus (Vaupel) Britton & Rose
- Corryocactus chachapoyensis Ochoa & Backeb. ex D.R.Hunt
- Corryocactus charazanensis Cárdenas = Corryocactus melanotrichus (K.Schum.) Britton & Rose
- Corryocactus erectus (Backeb.) F.Ritter
- Corryocactus huincoensis F.Ritter = Corryocactus apiciflorus (Vaupel) Hutchison
- Corryocactus melanotrichus (K.Schum.) Britton & Rose
- Corryocactus otuyensis Cárdenas = Corryocactus tarijensis Cárdenas
- Corryocactus pulquinensis Cárdenas
- Corryocactus quadrangularis (Rauh & Backeb.) F.Ritter
- Corryocactus squarrosus (Vaupel) Hutchison

Synonyme für die Gattung sind Erdisia Britton & Rose (1920) und Corryocereus Frič & Kreuz. (1935, nom. illeg.).